# منطقة هارييت هوليستر سبينسر الترفيهية الحكومية
منطقة هارييت هوليستر سبنسر الترفيهية الحكومية، والمعروفة أيضًا باسم منطقة هارييت هوليستر سبنسر الترفيهية التذكارية، 1,550 أكر (6.3 كـم2)أكر (6.3 2) هي منطقة ترفيهية وجزء من نظام حديقة ولاية نيويورك. تقع على بعد 6 ميل (9.7 كـم)ميل (9.7) جنوب هنوي، قبالة طريق كاناديك هيل في الجزء الجنوبي من بلدة كاناديك في مقاطعة أونتاريو، نيويورك.

## تاريخ
تم إنشاء منطقة هارييت هوليستر سبينسر الحكومية  الترفيهية على مساحة 679 أكر (2.75 كـم2) من الأراضي التي تم منحها للولاية من ارث هارييت هوليستر سبنسر، وهي عالمة البساتين في روتشستر وخبيرة الورود والقائدة المدنية، وذلك بعد وفاتها في عام 1962.
تضاعف حجم منطقة الاستجمام تقريبًا بعد شراء العديد من الأراضي المجاورة من قبل ولاية نيويورك من منطقة الحفاظ على الطبيعة بدءًا من أواخر العقد الأول من القرن الحادي والعشرين. ان اقتناء 350 أكر (1.4 كـم2) زاد الحجم الإجمالي للمنطقة الترفيهية إلى 1,550 أكر (6.3 كـم2) في عام 2014.

## وصف المتنزه
ان منطقة الترفيه هذه مفتوحة طوال العام، وتوفر إطلالات بانورامية على الريف، بما في ذلك بحيرة هونوي. تحتوي الحديقة على مقصورة نزهة واحدة، وتوفر مسارات المشي لمسافات طويلة والتزلج عبر المناطق الريفية وركوب الدراجات والصيد.

## الاستخدام المؤسسي
بسبب ارتفاعها، تتساقط الثلوج في هذه المنطقة الترفيهية أكثر من العديد من المتنزهات في المنطقة، مما يجعلها وجهة إقليمية للرياضات الشتوية. 16 ميل (26 كـم)ميل (26) من المسارات، التي تتراوح في الصعوبة من مبتدئ إلى خبير، يتم إنشاؤها وصيانتها وتجهيزها بواسطة مؤسسة روشيستر للتزلج عبر البلاد. غالبًا ما تستخدم فرق التزلج عبر البلاد المتنزه للتدرب.
غالبًا ما يتم استخدام محطة مولر الميدانية داخل هذا المتنزه من قبل دائرة المحافظة لمراقبة مجموعات الحياة البرية المحلية وتدريب الطلاب على الأساليب والتقنيات القيمة، مثل تقليد فرك الرائحة. في كلية مجتمع فينغر ليكس.

## روابط خارجية
- New York State Parks: Harriet Hollister Spencer State Recreation Area
- University of Rochester's collection of Harriet Hollister Spencer's papers
- Rochester Museum and Science Center's collection of Harriet Hollister Spencer's papers